# Roosevelt Brown
Roosevelt „Rosey“ Brown, Junior (* 20. Oktober 1932 in  Charlottesville, Virginia; † 9. Juni 2004 in Mansfield Township, New Jersey) war ein US-amerikanischer American-Football-Spieler und -Trainer bei den New York Giants in der National Football League (NFL).

## Jugend
Brown wuchs in seiner Geburtsstadt auf. Er hatte zwei Geschwister. Im Orchester seiner High School spielte er Posaune. Mit 13 Jahren wurde der kräftige Junge vom Trainer seiner High-School-Mannschaft entdeckt und angesprochen. Brown nahm das Angebot an und spielte fortan American Football. Seine Fähigkeiten als Footballspieler brachten ihm dann auch nach seinem Schulabschluss ein Footballstipendium ein.

## Spielerkarriere

### Collegespieler
Nach seinem Schulabschluss studierte Brown an der Morgan State University in Baltimore, Maryland, einem College, an dem überwiegend Afroamerikaner eingeschrieben waren. Aufgrund der damals noch üblichen Rassenschranken konnte sich Brown keine große Hoffnung auf eine Karriere in der NFL machen. Brown war jedoch für seine Position ein außergewöhnlich schneller Spieler; er spielte mit einem Gewicht von 115 kg bei 1,92 m Körpergröße als Offensive Tackle. 1952 wurde er durch die Zeitung Pittsburgh Courier, einem Zeitungsblatt mit überwiegend schwarzer Leserschaft, zum Black All-American gewählt. Zu diesem Zeitpunkt war die NFL Draft noch nicht so organisiert wie heute, wo die geeigneten Collegespieler mit ihren Fähigkeiten und persönlichen Werten bereits vorher in Listen erfasst sind. Die in den Zeitungen veröffentlichten All-American-Wahlen waren daher ein wichtiger Anhaltspunkt für die Profimannschaften. Aufgrund der Veröffentlichung der Zeitung aus Pittsburgh wurden die Scouts der New York Giants auf Brown aufmerksam.

### Profispieler
Brown wurde 1953 in der 27. Runde an 321. Stelle durch die Giants gedraftet. Die Giants gaben Brown einen Vertrag mit einer Laufzeit von einem Jahr und sicherten ihm ein Gehalt von 3.000 US-Dollar zu. Brown erhielt zudem eine Bahnfahrkarte zum Trainingscamp der Giants und erschien dort mit einem Koffer aus Pappkarton, einem Regenschirm, einem Homburg und einer Frühstücksbox. Dunkelhäutige Spieler waren damals in der NFL eine Ausnahmeerscheinung. Der Head Coach der Mannschaft Steve Owen erkannte jedoch das außergewöhnliche Talent von Brown und gab ihm eine Chance in seiner Mannschaft zu spielen. Die erste Bewährungschance erhielt Brown vor seiner ersten Saison. Die Giants spielten gegen die Cleveland Browns und mit Defensive End Len Ford war ein Top-Spieler dieser Mannschaft sein Gegenspieler. Ford düpierte Brown mehrfach und Owen drohte ihm daraufhin die vorzeitige Entlassung an. Für Brown war dies das Signal zuzulegen und er tackelte Ford in zwei aufeinanderfolgenden Spielzügen.

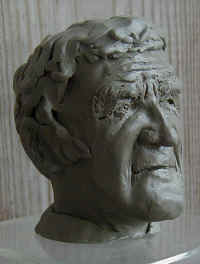
Büste von George Blanda

Brown erhielt nach seinem überzeugenden Einstand den Auftrag Charlie Conerly, den Quarterback der Giants, der ab 1961 durch Y. A. Tittle ersetzt wurde, zu schützen und dem Runningback Frank Gifford den Weg in die gegnerische Endzone frei zu blocken. Die Giants waren in den 50er Jahren eine außergewöhnlich gut besetzt Mannschaft. Spieler wie Gifford, Emlen Tunnell oder Sam Huff wurden nach ihrer Laufbahn in die Pro Football Hall of Fame gewählt. Brown zog mit seinem Team sechsmal in das NFL Championship Game ein, lediglich im Jahr 1956 konnte man das Endspiel gegen die von George Blanda angeführten Chicago Bears mit 47:7 gewinnen. In den Jahren 1958, 1959, 1961–1963 ging Brown mit seinen Giants jeweils als Verlierer vom Platz.
Der spielerische Erfolg der Giants machte sich auch bei der Bezahlung von Brown bemerkbar. Nach seinen Anfangsjahren kam er auf ein Jahreseinkommen von 20.000 US-Dollar. 1965 musste Brown aufgrund einer Venenentzündung seine Laufbahn beenden.

## Trainerlaufbahn
Wie sein Mannschaftskamerad Tunnell wurde Brown Assistenztrainer bei den Giants. Nach 1969 war er als Scout bei den Giants beschäftigt.

## Ehrungen
Brown spielte neunmal im Pro Bowl, dem Abschlussspiel der besten Spieler einer Saison. Er wurde neunmal zum All-Pro gewählt. Er ist Mitglied im National Football League 75th Anniversary All-Time Team, im NFL 1950s All-Decade Team und seit 1975 in der Pro Football Hall of Fame. Die Zeitschrift „The Sporting News“ wählte ihn im Jahr 1999 zu einem der besten 100 Footballspieler aller Zeiten. Die Giants ehren ihn auf dem New York Giants Ring of Honor.

## Privatleben und Tod
Brown war zweimal verheiratet und hat zwei Stiefkinder. Er starb 2004 an Herzversagen und wurde auf dem Lincoln Cemetery in Hydraulic beigesetzt.